# Daniel Vacek
Daniel Vacek   (Praga, 1 d'abril de 1971) és un tennista professional txecoslovac i txec retirat.
En el seu palmarès destaquen tres títols de Grand Slam en dobles masculins, dos Roland Garros consecutius (1996, 1997) i un US Open (1997), tots amb el rus Ievgueni Kàfelnikov com a parella. Individualment no va aconseguir cap títol però en dobles masculins va acumular 25 títols, que li van permetre arribar al 26è lloc del rànquing individual i al tercer en el rànquing de dobles.

## Torneigs de Grand Slam

### Dobles masculins: 3 (3−0)
| Resultat  | Núm. | Any  | Campionat         | Parella             | Oponents                       | Marcador         |
| --------- | ---- | ---- | ----------------- | ------------------- | ------------------------------ | ---------------- |
| Guanyador | 1.   | 1996 | Roland Garros     | Ievgueni Kàfelnikov | Jakob Hlasek Guy Forget        | 6−2, 6−3         |
| Guanyador | 2.   | 1997 | Roland Garros (2) | Ievgueni Kàfelnikov | Mark Woodforde Todd Woodbridge | 7−6(1), 4−6, 6−3 |
| Guanyador | 3.   | 1997 | US Open           | Ievgueni Kàfelnikov | Jonas Björkman Nicklas Kulti   | 7−6(8), 6−3      |

## Palmarès

### Individual: 5 (0−5)
| Llegenda (pre/post 2009)                                 |
| -------------------------------------------------------- |
| Grand Slams (0−0)                                        |
| Tennis Masters Cup / ATP Finals (0−0)                    |
| ATP Masters Series / ATP World Tour Masters 1000 (0−0)   |
| ATP International Series Gold / ATP World Tour 500 (0−0) |
| ATP International Series / ATP World Tour 250 (0−5)      |

| Títols per superfície |
| --------------------- |
| Dura (0−1)            |
| Gespa (0−0)           |
| Terra batuda (0−0)    |
| Moqueta (0−4)         |

| Resultat  | Núm. | Data                   | Torneig                  | Superfície  | Oponent             | Marcador            |
| --------- | ---- | ---------------------- | ------------------------ | ----------- | ------------------- | ------------------- |
| Finalista | 1.   | 28 de febrer de 1994   | Copenhaguen, Dinamarca   | Moqueta (i) | Ievgueni Kàfelnikov | 3−6, 5−7            |
| Finalista | 2.   | 6 de febrer de 1995    | Marsella, França         | Moqueta (i) | Boris Becker        | 7−6, 4−6, 5−7       |
| Finalista | 3.   | 6 de novembre de 1995  | Moscou, Rússia           | Moqueta (i) | Carl-Uwe Steeb      | 6−7(5), 6−3, 6−7(6) |
| Finalista | 4.   | 3 de març de 1997      | Rotterdam, Països Baixos | Moqueta (i) | Richard Krajicek    | 6−7(4), 6−7(5)      |
| Finalista | 5.   | 27 de setembre de 1999 | Tolosa, França           | Dura (i)    | Nicolas Escudé      | 5−7, 1−6            |

### Dobles masculins: 40 (25−15)
| Llegenda (pre/post 2009)                                 |
| -------------------------------------------------------- |
| Grand Slams (3−0)                                        |
| Tennis Masters Cup / ATP Finals (0−0)                    |
| ATP Masters Series / ATP World Tour Masters 1000 (1−3)   |
| ATP International Series Gold / ATP World Tour 500 (5−2) |
| ATP International Series / ATP World Tour 250 (16−10)    |

| Títols per superfície |
| --------------------- |
| Dura (10−2)           |
| Gespa (0−1)           |
| Terra batuda (10−4)   |
| Moqueta (5−8)         |

| Resultat  | Núm. | Data                   | Torneig                   | Superfície   | Parella             | Oponents                           | Marcador          |
| --------- | ---- | ---------------------- | ------------------------- | ------------ | ------------------- | ---------------------------------- | ----------------- |
| Guanyador | 1.   | 14 de maig de 1990     | Umag, Iugoslàvia          | Terra batuda | Vojtěch Flégl       | Andrei Txerkàssov Andrei Olhovskiy | 6−4, 6−4          |
| Guanyador | 2.   | 6 d'agost de 1990      | Praga, Txecoslovàquia     | Terra batuda | Vojtěch Flégl       | George Cosac Florin Segărceanu     | 5−7, 6−4, 6−3     |
| Guanyador | 3.   | 20 d'agost de 1990     | San Marino, San Marino    | Terra batuda | Vojtěch Flégl       | Jordi Burillo M.A. Górriz          | 6−1, 4−6, 7−6     |
| Finalista | 1.   | 5 d'agost de 1991      | Praga                     | Terra batuda | Libor Pimek         | Vojtěch Flégl Cyril Suk            | 4−6, 2−6          |
| Finalista | 2.   | 7 d'octubre de 1991    | Berlín, Alemanya          | Moqueta (i)  | Jan Siemerink       | Petr Korda Karel Nováček           | 6−3, 5−7, 5−7     |
| Finalista | 3.   | 1992                   | Wellington, Nova Zelanda  | Dura         | Michiel Schapers    | Jared Palmer Jonathan Stark        | 3−6, 3−6          |
| Finalista | 4.   | 1 de març de 1993      | Copenhagen, Dinamarca     | Moqueta (i)  | Martin Damm         | David Adams Andrei Olhovskiy       | 3−6, 6−3, 3−6     |
| Guanyador | 4.   | 16 d'agost de 1993     | New Haven, Estats Units   | Dura         | Cyril Suk           | Steve DeVries David Macpherson     | 7−5, 6−4          |
| Guanyador | 5.   | 31 de gener de 1994    | Marsella, França          | Moqueta (i)  | Jan Siemerink       | Martin Damm Ievgueni Kàfelnikov    | 6−7, 6−4, 6−1     |
| Finalista | 5.   | 18 d'abril de 1994     | Montecarlo, Mònaco        | Terra batuda | Ievgueni Kàfelnikov | Nicklas Kulti Magnus Larsson       | 6−3, 6−7, 4−6     |
| Finalista | 6.   | 4 de juliol de 1994    | Gstaad, Suïssa            | Terra batuda | Menno Oosting       | Sergio Casal Emilio Sánchez        | 6−7, 4−6          |
| Guanyador | 6.   | 3 d'octubre de 1994    | Tolosa, França            | Dura (i)     | Menno Oosting       | Patrick McEnroe Jared Palmer       | 7−6, 6−7, 6−3     |
| Finalista | 7.   | 20 de febrer de 1995   | Stuttgart, Alemanya       | Moqueta (i)  | Cyril Suk           | Grant Connell Patrick Galbraith    | 2−6, 2−6          |
| Guanyador | 7.   | 17 d'abril de 1995     | Niça, França              | Terra batuda | Cyril Suk           | Luke Jensen David Wheaton          | 3−6, 7−6, 7−6     |
| Guanyador | 8.   | 15 de maig de 1995     | Roma, Itàlia              | Terra batuda | Cyril Suk           | Jan Apell Jonas Björkman           | 6−3, 6−4          |
| Guanyador | 9.   | 21 d'agost de 1995     | Long Island, Estats Units | Dura         | Cyril Suk           | Rick Leach Scott Melville          | 5−7, 7−6, 7−6     |
| Finalista | 8.   | 11 de setembre de 1995 | Bucarest, Romania         | Terra batuda | Cyril Suk           | Mark Keil Jeff Tarango             | 4−6, 6−7          |
| Guanyador | 10.  | 25 de setembre de 1995 | Basilea, Suïssa           | Dura (i)     | Cyril Suk           | Mark Keil Peter Nyborg             | 3−6, 6−3, 6−3     |
| Finalista | 9.   | 23 d'octubre de 1995   | Essen, Alemanya           | Moqueta (i)  | Cyril Suk           | Jacco Eltingh Paul Haarhuis        | 5−7, 4−6          |
| Guanyador | 11.  | 29 d'abril de 1996     | Praga (2)                 | Terra batuda | Ievgueni Kàfelnikov | Luis Lobo Javier Sánchez           | 6−3, 6−7, 6−3     |
| Guanyador | 12.  | 27 de maig de 1996     | Roland Garros, França     | Terra batuda | Ievgueni Kàfelnikov | Jakob Hlasek Guy Forget            | 6−2, 6−3          |
| Finalista | 10.  | 17 de juny de 1996     | Halle, Alemanya           | Gespa        | Ievgueni Kàfelnikov | Byron Black Grant Connell          | 1−6, 5−7          |
| Guanyador | 13.  | 1996                   | Basilea (2)               | Dura (i)     | Ievgueni Kàfelnikov | David Adams Menno Oosting          | 6−3, 6−4          |
| Guanyador | 14.  | 7 d'octubre de 1996    | Viena, Àustria            | Moqueta (i)  | Ievgueni Kàfelnikov | Pavel Vízner Menno Oosting         | 7−6, 6−4          |
| Finalista | 11.  | 28 d'octubre de 1996   | París, França             | Moqueta (i)  | Ievgueni Kàfelnikov | Jacco Eltingh Paul Haarhuis        | 4−6, 6−4, 6−7     |
| Finalista | 12.  | 17 de març de 1997     | Sant Petersburg, Rússia   | Moqueta (i)  | David Prinosil      | Andrei Olhovskiy Brett Steven      | 4−6, 3−6          |
| Guanyador | 15.  | 7 d'abril de 1997      | Hong Kong, Hong Kong      | Dura         | Martin Damm         | Karsten Braasch Jeff Tarango       | 6−3, 6−4          |
| Guanyador | 16.  | 14 d'abril de 1997     | Tòquio, Japó              | Dura         | Martin Damm         | Justin Gimelstob Patrick Rafter    | 2−6, 6−2, 7−6     |
| Guanyador | 17.  | 26 de maig de 1997     | Roland Garros (2)         | Terra batuda | Ievgueni Kàfelnikov | Todd Woodbridge Mark Woodforde     | 7−6(12), 4−6, 6−3 |
| Guanyador | 18.  | 7 de juliol de 1997    | Gstaad, Suïssa            | Terra batuda | Ievgueni Kàfelnikov | Trevor Kronemann David Macpherson  | 4−6, 7−6, 6−3     |
| Guanyador | 19.  | 25 d'agost de 1997     | US Open, Estats Units     | Dura         | Ievgueni Kàfelnikov | Jonas Björkman Nicklas Kulti       | 7−6, 6−3          |
| Finalista | 13.  | 23 de febrer de 1998   | Londres, Regne Unit       | Moqueta (i)  | Ievgueni Kàfelnikov | Martin Damm Jim Grabb              | 4−6, 5−7          |
| Finalista | 14.  | 27 de juliol de 1998   | Los Angeles, Estats Units | Dura         | Jeff Tarango        | Patrick Rafter Sandon Stolle       | 4−6, 4−6          |
| Guanyador | 20.  | 12 d'octubre de 1998   | Viena (2)                 | Moqueta (i)  | Ievgueni Kàfelnikov | David Adams John-Laffnie de Jager  | 7−5, 6−3          |
| Finalista | 15.  | 9 de novembre de 1998  | Moscou, Rússia            | Moqueta (i)  | Ievgueni Kàfelnikov | Jared Palmer Jeff Tarango          | 4−6, 7−6, 2−6     |
| Guanyador | 21.  | 11 de gener de 1999    | Auckland, Nova Zelanda    | Dura         | Jeff Tarango        | Jiří Novák David Rikl              | 7−5, 7−5          |
| Guanyador | 22.  | 8 de febrer de 1999    | Sant Petersburg           | Moqueta (i)  | Jeff Tarango        | Menno Oosting Andrei Pavel         | 3−6, 6−3, 7−5     |
| Guanyador | 23.  | 12 d'abril de 1999     | Tòquio (2)                | Dura         | Jeff Tarango        | Wayne Black Brian MacPhie          | 4−3, retirada     |
| Guanyador | 24.  | 8 de novembre de 1999  | Moscou                    | Moqueta (i)  | Justin Gimelstob    | Andriy Medvedev Marat Safin        | 6−2, 6−1          |
| Guanyador | 25.  | 22 d'abril de 2002     | Barcelona, Espanya        | Terra batuda | Michael Hill        | Lucas Arnold Ker Gastón Etlis      | 6−4, 6−4          |

## Trajectòria

### Individual
| Open d'Austràlia | 1R  | A   | 2R    | 3R    | 1R    | 1R    | 1R    | 2R    | 2R    | 2R   | A   | 1R  | 0 / 10  | 6 – 10  |
| Roland Garros | A   | A   | 1R    | 3R    | 2R    | 1R    | 1R    | 3R    | 1R    | A    | A   | A   | 0 / 7   | 5 – 7   |
| Wimbledon | A   | A   | 1R    | 3R    | 1R    | 1R    | 1R    | 3R    | 3R    | A    | 1R  | A   | 0 / 8   | 6 – 8   |
| US Open | A   | A   | 2R    | 2R    | 3R    | 1R    | 3R    | 1R    | 2R    | A    | 1R  | A   | 0 / 8   | 7 – 8   |
| Total Victòries−Derrotes | 1−3 | 0−0 | 14−23 | 25−26 | 31−32 | 26−32 | 19−26 | 25−30 | 29−31 | 4−13 | 2−7 | 0−2 | 64 – 68 | 64 – 68 |
| Rànquing a final d'any | 470 | 107 | 114   | 45    | 27    | 71    | 53    | 50    | 43    | 238  | 393 | 749 |         |         |
| Llegenda: G: Guanyador; F: Finalista; SF: Semifinalista; QF: Quarts de final; Q: Qualificació; A: Absent; RR: Round Robin; NC: No celebrat |     |     |       |       |       |       |       |       |       |      |     |     |         |         |

### Dobles masculins
| Open d'Austràlia | A    | 1R    | 2R   | 1R    | 2R    | 2R    | 3R    | A     | 1R    | QF    | 1R   | A     | 3R    | A    | 0 / 10    | 10 – 10   |
| Roland Garros | A    | 2R    | 1R   | A     | A     | 2R    | G     | G     | 2R    | QF    | A    | A     | 1R    | 1R   | 2 / 9     | 18 – 7    |
| Wimbledon | A    | 2R    | 2R   | 2R    | 1R    | 1R    | 1R    | 1R    | 3R    | 1R    | A    | A     | 1R    | 1R   | 0 / 11    | 5 – 11    |
| US Open | A    | 1R    | 1R   | 1R    | 1R    | 2R    | 1R    | G     | 2R    | 1R    | A    | 1R    | A     | A    | 1 / 10    | 8 – 9     |
| Total Victòries−Derrotes | 17−5 | 20−25 | 6−10 | 20−17 | 34−23 | 39−30 | 45−25 | 37−20 | 43−31 | 39−25 | 8−13 | 11−12 | 15−19 | 0−2  | 335 – 258 | 335 – 258 |
| Rànquing a final d'any | 103  | 54    | 160  | 58    | 21    | 11    | 8     | 5     | 26    | 20    | 143  | 113   | 65    | 1204 |           |           |
| Llegenda: G: Guanyador; F: Finalista; SF: Semifinalista; QF: Quarts de final; Q: Qualificació; A: Absent; RR: Round Robin; NC: No celebrat |      |       |      |       |       |       |       |       |       |       |      |       |       |      |           |           |